# Atrichopogon albinensis
Atrichopogon albinensis är en tvåvingeart som beskrevs av Ingram och John William Scott Macfie 1931. Atrichopogon albinensis ingår i släktet Atrichopogon och familjen svidknott. Inga underarter finns listade i Catalogue of Life.